# Aaron Eichhorn
Aaron Eichhorn (* 22. September 1998) ist ein ehemaliger deutscher Fußballspieler. 

## Karriere
Eichhorn spielte in der Jugend für Bayer 04 Leverkusen und den 1. FC Köln, ehe er zu Fortuna Köln wechselte. In der Spielzeit 2016/17 stand er bei der 2. Mannschaft des 1. FC Köln im Kader der Regionalliga West.  
Am 1. August 2017 wechselte Eichhorn in die 3. Liga zu Fortuna Köln. Nach Einsätzen für die 2. Mannschaft in der Landesliga Mittelrhein und im Mittelrheinpokal, gab er sein Debüt in Liga 3. Bei der 1:3-Niederlage gegen den SC Paderborn 07 am 8. Dezember 2017, kam er in der 87. Spielminute für Dominik Ernst in die Partie. 
Seit Juli 2021 ist Eichhorn Athletiktrainer bei der U15 des 1. FC Köln.